# میتسوبیشی پاجرو آی۰
میتسوبیشی پاجرو آی۰ (Mitsubishi Pajero iO) خودرویی است که از سال ۱۹۹۸ تا کنون در ناگویا، ژاپن، تورین، ایتالیا، کاتالائو و برزیل تولید شده‌است.
این خودرو در کلاس مینی اس‌یووی قرار گرفته، است.